# Mashantucket
Mashantucket statisztikai település az USA Connecticut államában, New London megyében. Lakosainak száma 457 fő (2020. április 1.).

## Népesség
A település népességének változása:

| 2010 | 299 |
| 2020 | 457 |